# Carles V de França

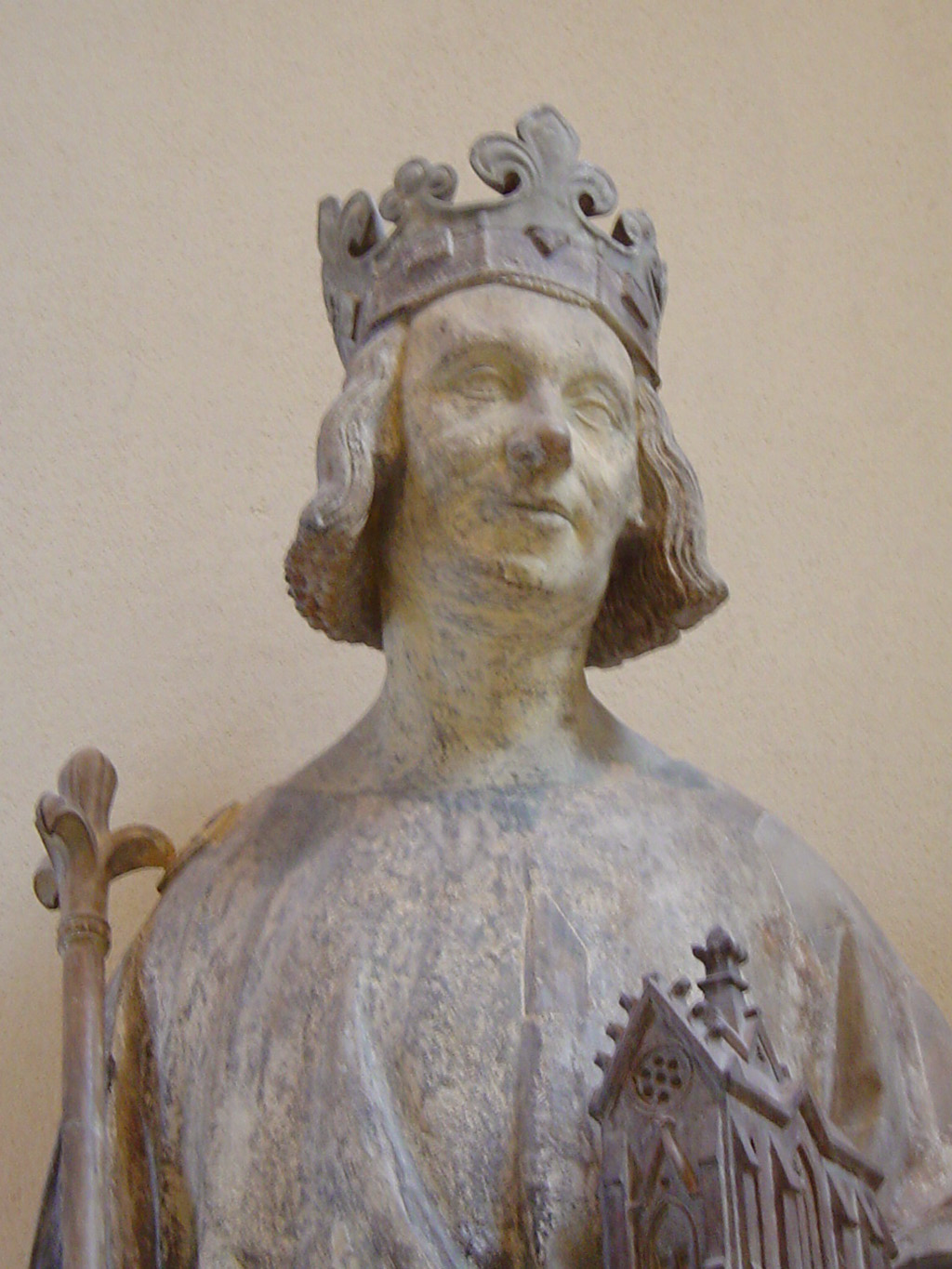
Estàtua de Carles V de França

Carles V de França el Prudent (Vincennes 1337 - Beauté-sur-Marne 1380), regent de França (1356-1360) i rei de França (1364-1380).

## Orígens familiars
Fill gran de Joan II de França i la seva primera esposa Bonna de Luxemburg, nasqué el 21 de gener de 1337. Era net per línia paterna de Felip VI de França i Joana de Borgonya, i per línia materna de Joan I de Luxemburg i Elisabet de Bohèmia.
Fou el primer membre de la monarquia francesa a rebre el títol de delfí, a partir d'aquell moment reservat als hereus de la corona.

## Núpcies i descendents
Es casà el 8 d'abril de 1350 a Tain-l'Hermitage amb la seva cosina Joana de Borbó, filla de Pere I de Borbó i Isabel de Valois. D'aquesta unió nasqueren:
- la princesa Joana de França (1357-1360)
- el príncep Joan de França (1359-1364)
- la princesa Bonna de França (1360)
- el príncep Joan de França (1366)
- el príncep Carles VI de França (1368-1422), rei de França
- la princesa Maria de França (1370-1377)
- el príncep Lluís I d'Orleans (1372-1407), duc d'Orleans
- la princesa Isabel de França (1373-1378)
- la princesa Caterina de França (1378-1388)

## Tractat de Brétigny
Va accedir a la corona després de la captura del seu pare per part dels anglesos el 1356 durant la Guerra dels Cent Anys. Durant el captiveri d'aquest Carles fou nomenat regent fins a la seva tornada. Joan II fou fet presoner durant la batalla de Poitiers pel Príncep Negre, fill d'Eduard III d'Anglaterra.
Pel Tractat de Brétigny del 8 de maig de 1360 Joan II fou alliberat amb la condició de cedir l'Aquitània i la Gascunya a Anglaterra així com de pagar un rescat de tres milions d'escuts. Al seu retorn el rei es trobà a un príncep Carles molt abatut, amb la mort consecutiva de dos dels seus fills així com ell mateix que estava malalt, segons algunes especulacions, per causa d'alguns intents d'assassinat del príncep amb arsènic.
Joan II tornà a assumir el poder però va mostrar maneres ineficaces de governar. Així mateix no va poder aconseguir la quantitat demanada pel seu rescat, per la qual cosa tornà a ser fet presoner i enviat a Londres, on morí el 8 d'abril de 1364.

## Ascens al tron
Carles fou coronat rei a la catedral de Reims el mateix any 1364. Al necessitar diners per poder continuar amb la guerra es va veure obligat a convocar els Estats Generals. Aquest organisme es va negar a obeir el rei, per la qual cosa aquest va demanar ajuda a les províncies, que li van donar suport, confiança i els diners que necessitava. La ciutat de París es revoltà però Carles V aconseguí sufocar la rebel·lió i va tornar a tenir França sota la seva autoritat reial.
Carles V va aconseguir expulsar els invasors anglesos dels territoris cedits per França. Contra la tradició de relativa autonomia dels feus francesos es va reservar, en exclusiva, el privilegi d'estendre títols nobiliaris i encunyar diners. D'aquesta manera va aconseguir augmentar notablement la riquesa del regne francès, alliberant-se de la dependència dels nobles i el poble.
Participà activament en la Guerra Civil castellana, en la qual s'enfrontaren Pere I de Castella i el seu germà Enric de Trastàmara. L'ajut francès anà a parar a Enric mentre els anglesos donaven suport a Pere.
El rei francès va morir el 16 de setembre de 1380 al castell de Beauté-sur-Marne, i fou enterrada a la Catedral de Saint-Denis.

## Gran Cisma d'Occident
El 1376 el papa Gregori XI tement una pèrdua dels estats del papat, decidia moure la seva cort de nou a Roma després de gairebé 70 anys a Avinyó. Carles V, esperant mantenir influència francesa sobre la Santa Seu va intentar persuadir el papa Gregori de romandre a França, discutint que "Roma és a qualsevol lloc on el papa és". El papa Gregori, però, ho rebutjà.
Aquest va morir el març de 1378. Quan els cardenals van reunir-se per a escollir un successor, una multitud romana, adonats que els propers a la universitat francesa volien escollir un nou papa francès que portaria el Papat de nou a Avinyó, va envoltar el Vaticà i va exigir l'elecció d'un romà. El 9 d'abril els cardenals van escollir Bartolomeo Prigamo, arquebisbe de Bari, el qual adoptaria el nom d'Urbà VI. El nou papa va alienar ràpidament als seus cardenals criticant els seus vicis, limitant les àrees on podrien rebre renda, així com el sistema d'elecció d'aquests. Els cardenals francesos van sortir de Roma a l'estiu i van delcarar invàlida l'elecció d'Urbà VI a causa de la intimidació de la multitud romana, una raó que no havia estat citada a l'hora de l'elecció, i van escollir el cardenal Robert de Ginebra com a papa amb el nom de Climent VII.
Els cardenals francesos es van moure ràpidament per a aconseguir l'ajuda de Carles V. La facultat de teologia de la Universitat de París va aconsellar Carles V no prendre una decisió precipitada, però ell va reconèixer Climent com a papa el novembre i va prohibir qualsevol obediència a Urbà. L'ajuda del rei francès va permetre la subsistència de Climent i va conduir Europa al Gran Cisma d'Occident que la dividiria durant quaranta anys.
| Cronologia dels reis de França, reis dels Francesos i emperadors dels Francesos del 987 a 1870 |

| 987 | 987       | 996       | 996       | 1031      | 1031    | 1060    | 1060    | 1108    | 1108     | 1137     | 1137      | 1180      | 1180     | 1223     | 1223       | 1226       | 1226 |
|     | Hug Capet | Hug Capet | Robert II | Robert II | Enric I | Enric I | Felip I | Felip I | Lluís VI | Lluís VI | Lluís VII | Lluís VII | Felip II | Felip II | Lluís VIII | Lluís VIII |      |

| 1226 | 1226     | 1270     | 1270      | 1285      | 1285     | 1314     | 1314    | 1316    | 1316   | 1316   | 1316    | 1322    | 1322      | 1328      | 1328     | 1350     | 1350 |
|      | Lluís IX | Lluís IX | Felip III | Felip III | Felip IV | Felip IV | Lluís X | Lluís X | Joan I | Joan I | Felip V | Felip V | Carles IV | Carles IV | Felip VI | Felip VI |      |

| 1350 | 1350    | 1364    | 1364     | 1380     | 1380      | 1422      | 1422       | 1461       | 1461     | 1483     | 1483        | 1498        | 1498      | 1515      | 1515       | 1547       | 1547     | 1559     | 1559 |
|      | Joan II | Joan II | Carles V | Carles V | Carles VI | Carles VI | Carles VII | Carles VII | Lluís XI | Lluís XI | Carles VIII | Carles VIII | Lluís XII | Lluís XII | Francesc I | Francesc I | Enric II | Enric II |      |

| 1559 | 1559        | 1560        | 1560      | 1574      | 1574      | 1589      | 1589     | 1610     | 1610       | 1643       | 1643      | 1715      | 1715     | 1774     | 1774      | 1792      | 1792 |
|      | Francesc II | Francesc II | Carles IX | Carles IX | Enric III | Enric III | Enric IV | Enric IV | Lluís XIII | Lluís XIII | Lluís XIV | Lluís XIV | Lluís XV | Lluís XV | Lluís XVI | Lluís XVI |      |

| 1792 | 1792 | 1804 | 1804      | 1814      | 1814        | 1824        | 1824     | 1830     | 1830          | 1848          | 1848 | 1852 | 1852        | 1870        | 1870 |
|      | -    | -    | Napoleó I | Napoleó I | Lluís XVIII | Lluís XVIII | Carles X | Carles X | Lluís Felip I | Lluís Felip I | -    | -    | Napoleó III | Napoleó III |      |